# محسن قربانی (شطرنج‌باز)
محسن قربانی (متولد ۲۴ مرداد ۱۳۵۲)، استاد بین‌المللی شطرنج و عضو سابق تیم ملی شطرنج ایران می‌باشد، که در سال ۱۳۸۲ قهرمان شطرنج ایران شد.
وی در قالب تیم ملی شطرنج ایران، سابقه حضور در مسابقات المپیاد شطرنج در سالهای ۱۹۹۶، ۱۹۹۸، ۲۰۰۲ و ۲۰۰۴ را دارد.
او در سال ۱۹۹۸ و از سوی فدراسیون جهانی شطرنج به درجه استاد بین‌المللی شطرنج رسید.